# Balélec

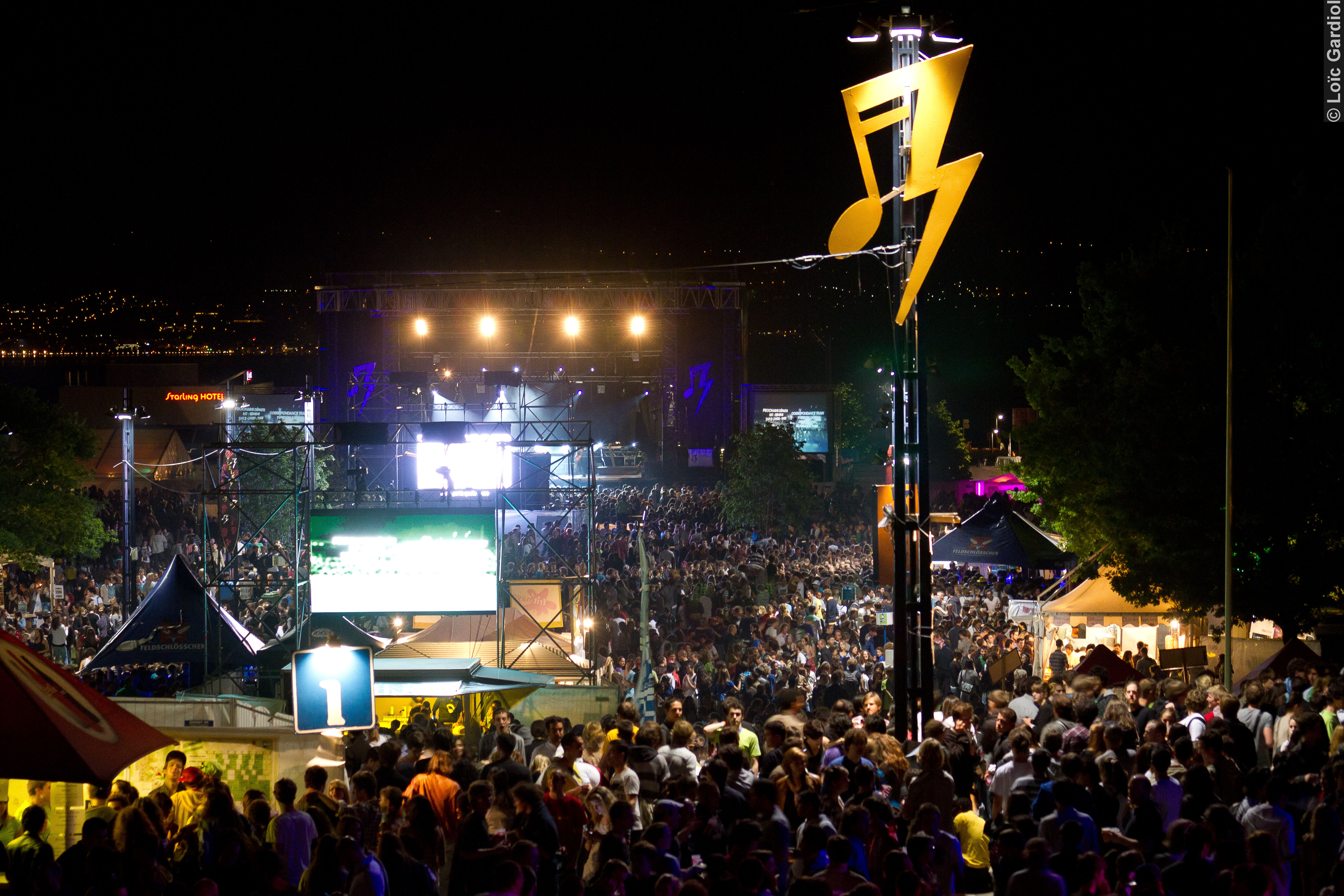
Balélec 2011

Das Balélec-Festival ist das erste Open-Air-Musikfestival des Jahres in der Schweiz. Das Organisationskomitee besteht aus 45 ehrenamtlichen Mitarbeitern, die mehrheitlich Studenten sind. Das Festival findet jedes Jahr im Mai auf dem Gelände der École polytechnique fédérale de Lausanne (EPFL) statt.

## Geschichte
Ursprünglich war Balélec der Bal der Elektrizitätsfakultät der EPFL in Lausanne. Heutzutage ist Balélec mit 18.000 Besuchern das grösste von Studenten organisierte Festival Europas und das grösste Ein-Tages-Open-Air der Schweiz.

### 1981–1988
Der gemeinnützige Verein Balélec wurde 1981 von Professoren gegründet, und schon bald fand der erste „Tanzabend“ statt, welcher 500 Leute zählte. Das Konzept war rudimentär; es galt einen ausserschulischen Anlass an der Universität zu organisieren. Schon damals wurden Konzerte gegeben.

### 1989–1994
Nach dem Umzug der Schule zum aktuellen Standort in Ecublens im Jahre 89 entwickelte sich das Festival erst richtig. Eine Erweiterung der Bühnen, Verbesserungen im Ticketverkauf sowie bei den Transportmöglichkeiten führten zu einer grossen Akzeptanz bei der Schulkommission. Mit dem Konzert von Radiohead 1994 wurde mit 10'000 Zuschauern ein erster Besucherrekord erreicht.

### 1995–1998
Das Festival konnte steigende Besucherzahlen verzeichnen, was das Komitee dazu bewog, das Gelände kontinuierlich bis auf 20'000 m² zu vergrössern (1998). Die erlaubte Kapazität stieg gleichzeitig von 10'000 auf 15'000 Besucher. Der Zeitraum war geprägt von Konzerten von No One Is Innocent, K’s Choice, Nada Surf, Urban Species, Dolly und New Model Army.

### 1999–2002
Für das 20-jährige Jubiläum (2000) wurde das Festival ausnahmsweise auf zwei Abende erweitert. Das Gelände ist nochmals gewachsen (auf 25.000 m²) und die grosse Bühne wurde zur Open-Air-Bühne. Das Festival konnte weiterhin wachsende Besucherströme verzeichnen. Ab 2001 schmücken 2 grosse Leinwände die Hauptbühne, so dass die Besucher Bands wie Archive, Sinsemilia, Mass Hysteria, Starsailor, Eskobar, Skirt, James Taylor Quartet, Silmarils oder Ash auch aus grösserer Distanz sehen können.

### 2003–2004

Eingangsportal Balélec 2003

2003 war ein absolutes Erfolgsjahr und das Festival war vor Mitternacht ausverkauft (15'000 Eintritte) und es mussten Besucher abgewiesen werden. Schliesslich bietet Balélec inzwischen über 30 Konzerte auf 7 verschiedenen Bühnen. Folgende Bands waren beteiligt: Mass Hysteria, Daisybox, Pleymo, Bauchklang, Enhancer, HIM.

### 2005
Zum 25. Jubiläum zeichnete sich das Programm durch Youssou N’Dour, Marcel et son orchestre, Les Caméléons, Burning Heads, Akamassa und etlichen mehr aus. Zudem wurde ein Feuerwerk geboten.

Feuerwerk 25 Jahre Balélec

### 2006
Dank der Unterstützung der Schule und etlicher Sponsoren konnte das Festival auch 2006 erschwingliche Eintrittspreise anbieten. Bands wie Asian Dub Foundation, Liquido, Vegastar, Watcha, The Bliss oder Mother Kingdom boten ein ausgeglichenes Musikprogramm.

### 2007
Dieses Jahr fand Balélec am 25. Mai 2007 statt.
Programm:

#### Grande Scène
- Reamonn
- Steriogramm
- The Automatic
- Jonas & le Taxi-Brousse Orchestra

#### Scène Azimuts
- Open Season
- Los Tres Puntos
- Gojira
- No One Is Innocent

#### Scène du Monde
- Bubble Beatz
- Urban d'n'b
- BPM

## Idee und Prinzip des Festivals
Balélec möchte seinen Besuchern ein musikalisch abwechslungsreiches Festival zu erschwinglichen Eintrittspreisen bieten. Verpflegungsmöglichkeiten, unzählige Bars, Sanitäranlagen, professionelle Sicherheitskräfte, nachhaltiges Abfallkonzept und ein erweitertes Transportangebot sind Teil des Festival-Angebots. Dass die 45 Mitglieder des Organisationskomitees alle ehrenamtlich arbeiten, trägt dazu bei, eine unkommerzielle Umgebung zu schaffen.